# Owain del Dyfed
Owain (Eugenius in latino e Owen in inglese; 771 circa – 811) regnò sul Dyfed.
Fu il nipote più giovane di re Tewdos e l'ultimo sovrano del Dyfed appartenente alla casata di Magno Massimo. Ebbe una figlia, Tangwystl, e morì nell'811.

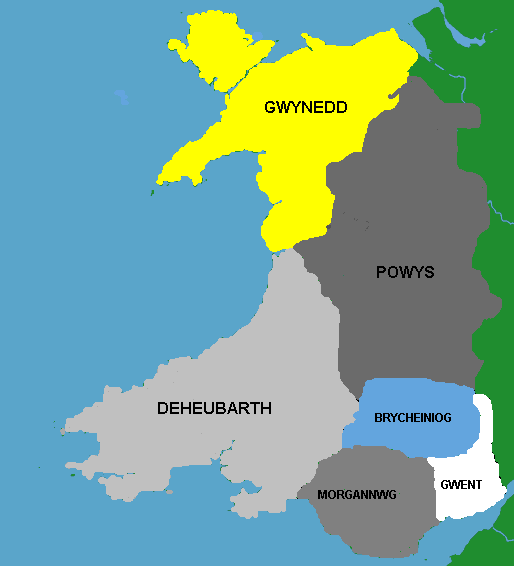
Regni medioevali del Galles